# Chaumont, Haute-Marne
Chaumont är en kommun i departementet Haute-Marne i regionen Grand Est (tidigare regionen Champagne-Ardenne) i nordöstra Frankrike. Kommunen är chef-lieu för 2 kantoner som tillhör arrondissementet Chaumont. År 2022 hade Chaumont 21 418 invånare.

## Befolkningsutveckling
Antalet invånare i kommunen Chaumont
| Referens: INSEE |